# Alarif

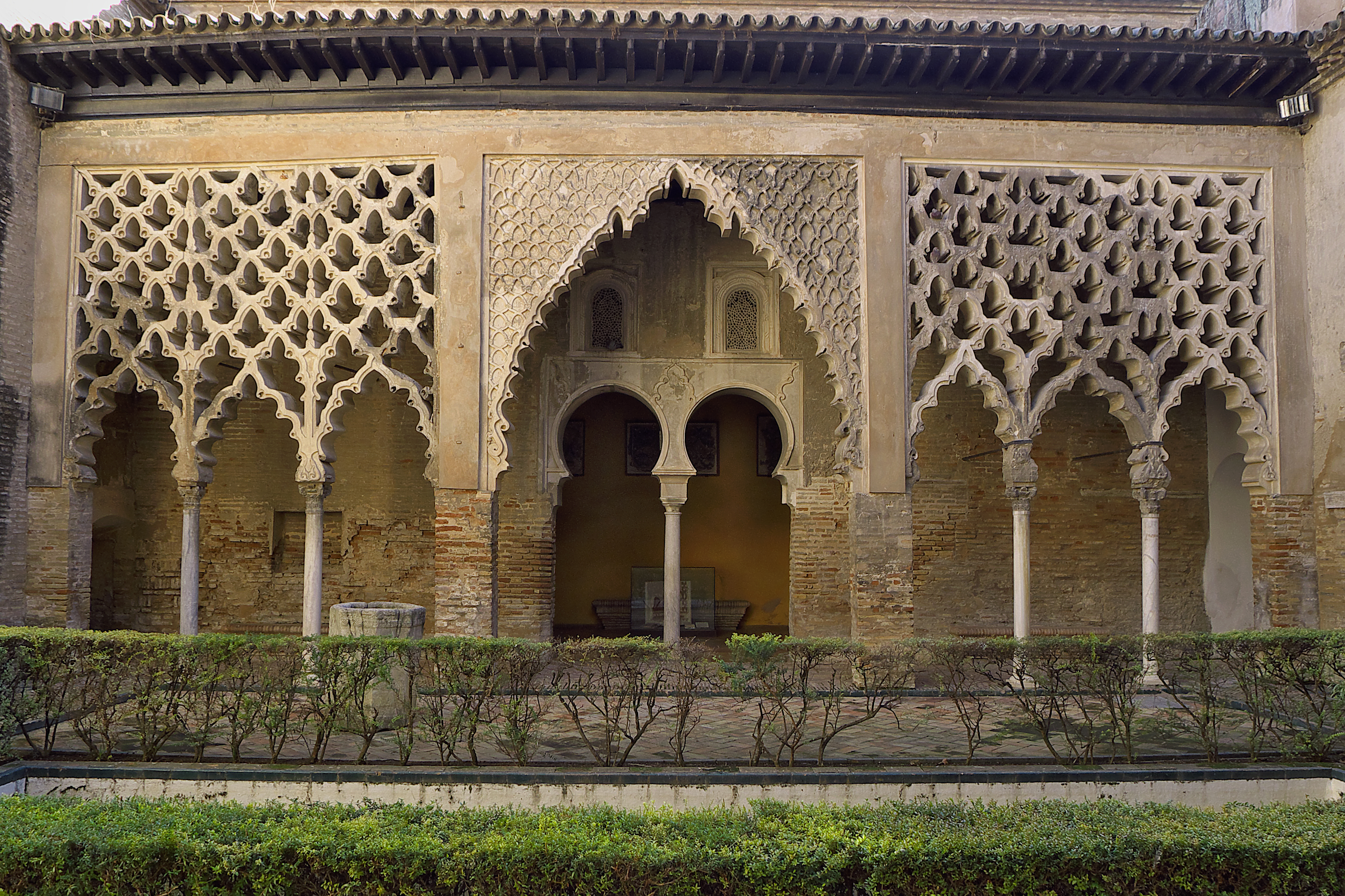
Pòrtic del Pati de l'Algeps, exemple de l'art almohade, obra de l'alarif ‘A elī al-Gumarī, al Reial Alcàsser de Sevilla

Alarif (de l'àrab d'Al-Àndalus «al'aríf», al seu torn de l'àrab clàssic «‘arīf», 'expert') és un terme per denominar el mestre d'obra mudèjar, en l'herència cultural del període musulmà en aquest territori. Entre els oficis relacionats amb la construcció era sinònim d'arquitecte o de mestre d'obres i en general del paleta.
La seua figura històrica i treball apareixen descrits en antics tractats com el Llibre del pes dels alarifs i balança de menestrals, o el Breu compendi de la fusteria del blanc i tractat d'alarifs de Diego López de Arenas, o la seua referència en les Ordenances de Madrid, redactades per Teodoro de Ardemans.

## Història
Tot sembla indicar que, a l'Al-Àndalus, l'ofici i càrrec d'alarif era concedit i vigilat pel Consell musulmà. Així es dedueix del Llibre del pes dels alarifs i balança dels menestrals atorgat als moriscs per Alfons X el Savi, després de la presa de Sevilla.
Ja a la segona meitat del segle xiii, al text de les Set Partides, Alfons X marca al gremi d'alarifes les instruccions per a la cura i conservació de les muralles d'Alcalá de Henares, i es descriuen les seves habilitats a «fazer enginys i altres sotileses», a fi de poder «fazer... enderrocar... reparar... i mantenir» els edificis, com a «homes sabidors que són posats per mandat del rei per manar hazer dret acuciosament i amb gran bemència. que siguin lleials i de bona fama i sense mala cobdícia...» També se li exigeixen coneixements de Geometria, Si de tot això es desprèn l'activitat de l'alarife com a primitiu tècnic municipal en matèria de construcció i enginyeria, l'atenta lectura del referit Llibre del Pes dels alarifes i Balança de Menestrals (la primera edició del qual és del segle xiv amb una ampliació datada al XVI) permet construir una definició de l'amplitud d'aquell ofici a partir del conjunt de funcions que van exercir els alarifes, funcions orientades a la regulació de les obres públiques i a la preservació dels «béns del comú», arribant a més a ser designats «mestres de l'art de la construcció».
De la nodrida i diversa llista d'alaris fets i documentats a la península ibèrica i l'Amèrica hispana, podrien citar-se com a exemples gairebé a l'atzar, Joan de València al segle xvi, i ja al XVII Diego López de Arenas (alcalde alarife de Sevilla el 1622), Diego Maroto o Juan de Torija.

## Galeria d'imatges

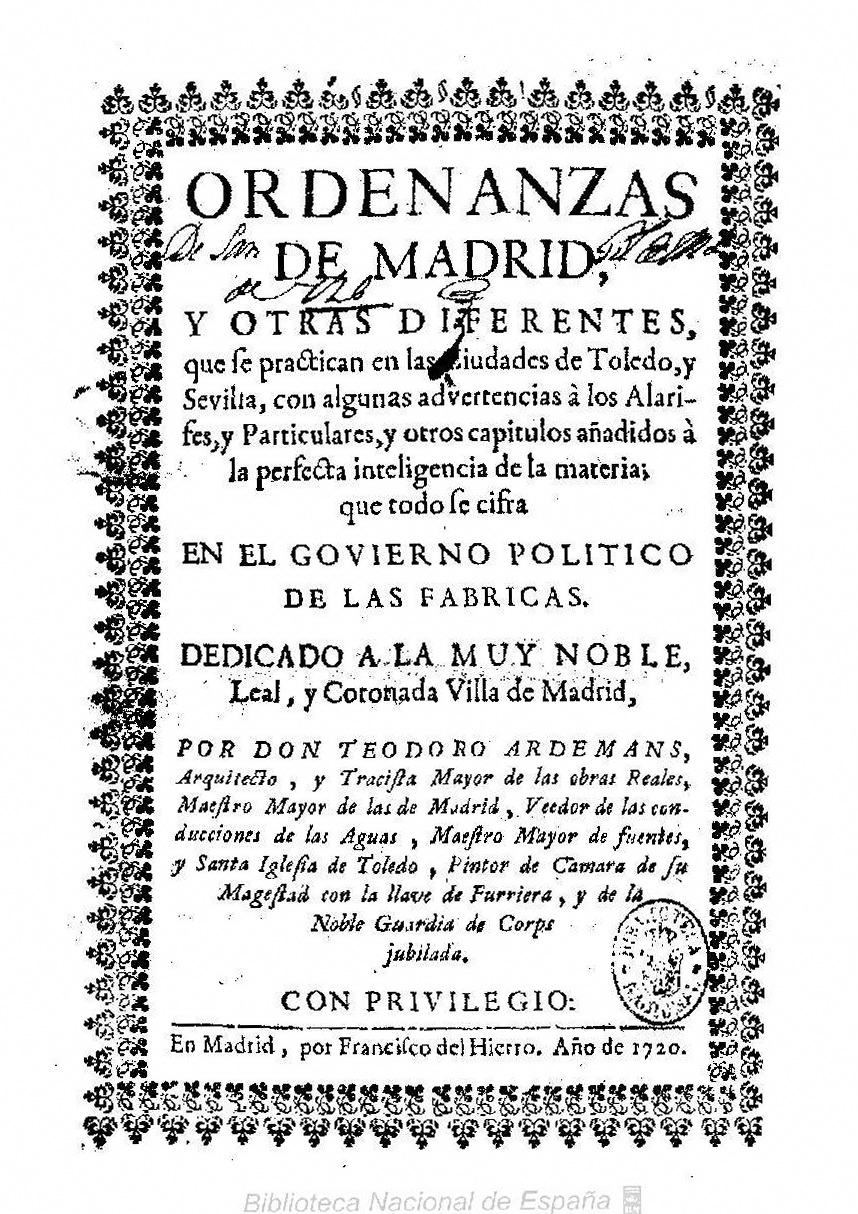
«...alguns advertiments als alarifs...» en la portada de les Ordenances de Madrid, de Teodoro de Ardemans, del 1720
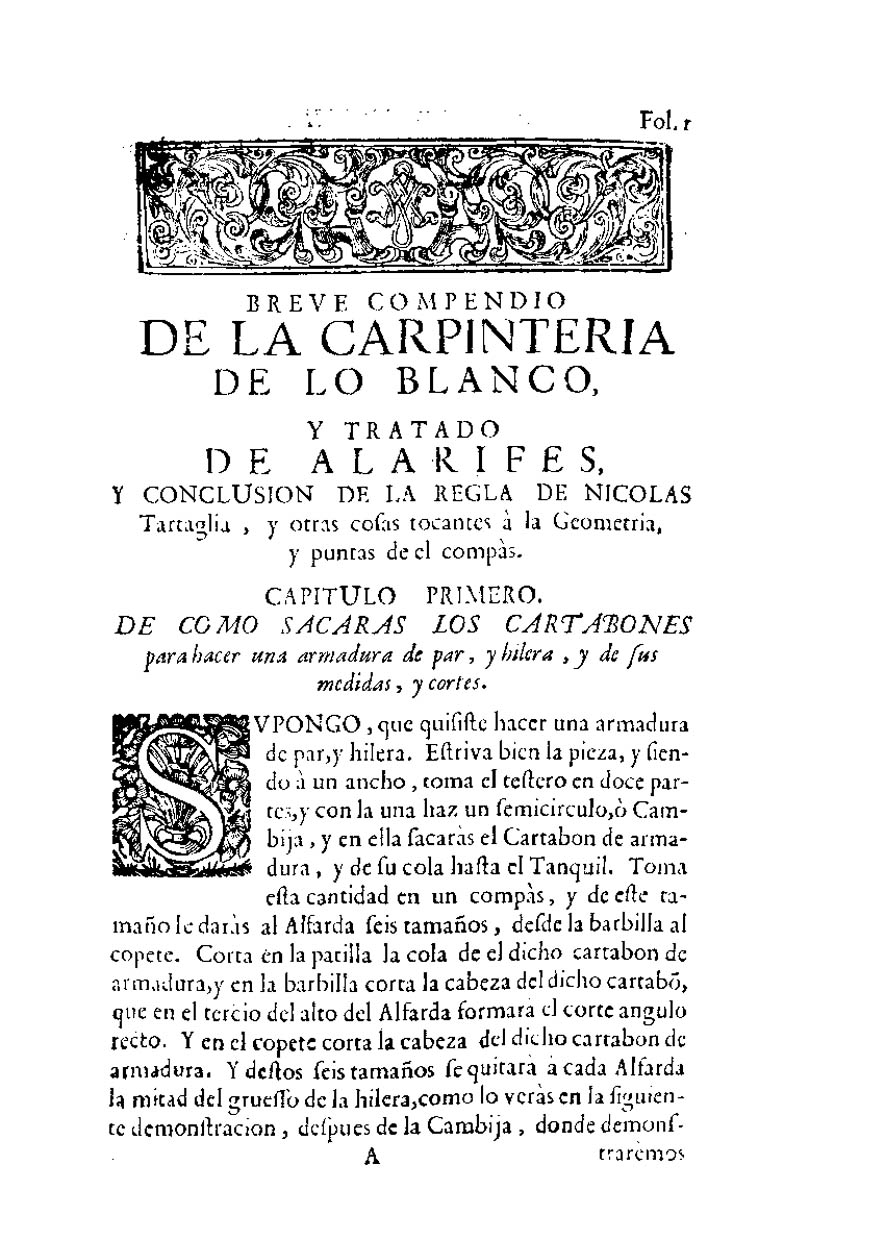
Breu compendi de la fusteria del blanc i tractat d'alarifs, obra de Diego López d'Arenas, manual pràctic en una edició de 1727